# Palazzo del Lussemburgo
Il palazzo del Lussemburgo (in francese Palais du Luxembourg) è un edificio storico-monumentale di Parigi. Nato come residenza della regina Maria de' Medici, dal 1958 è sede del Senato francese. Dal 1862 il palazzo è classificato Monumento storico di Francia.

## Storia

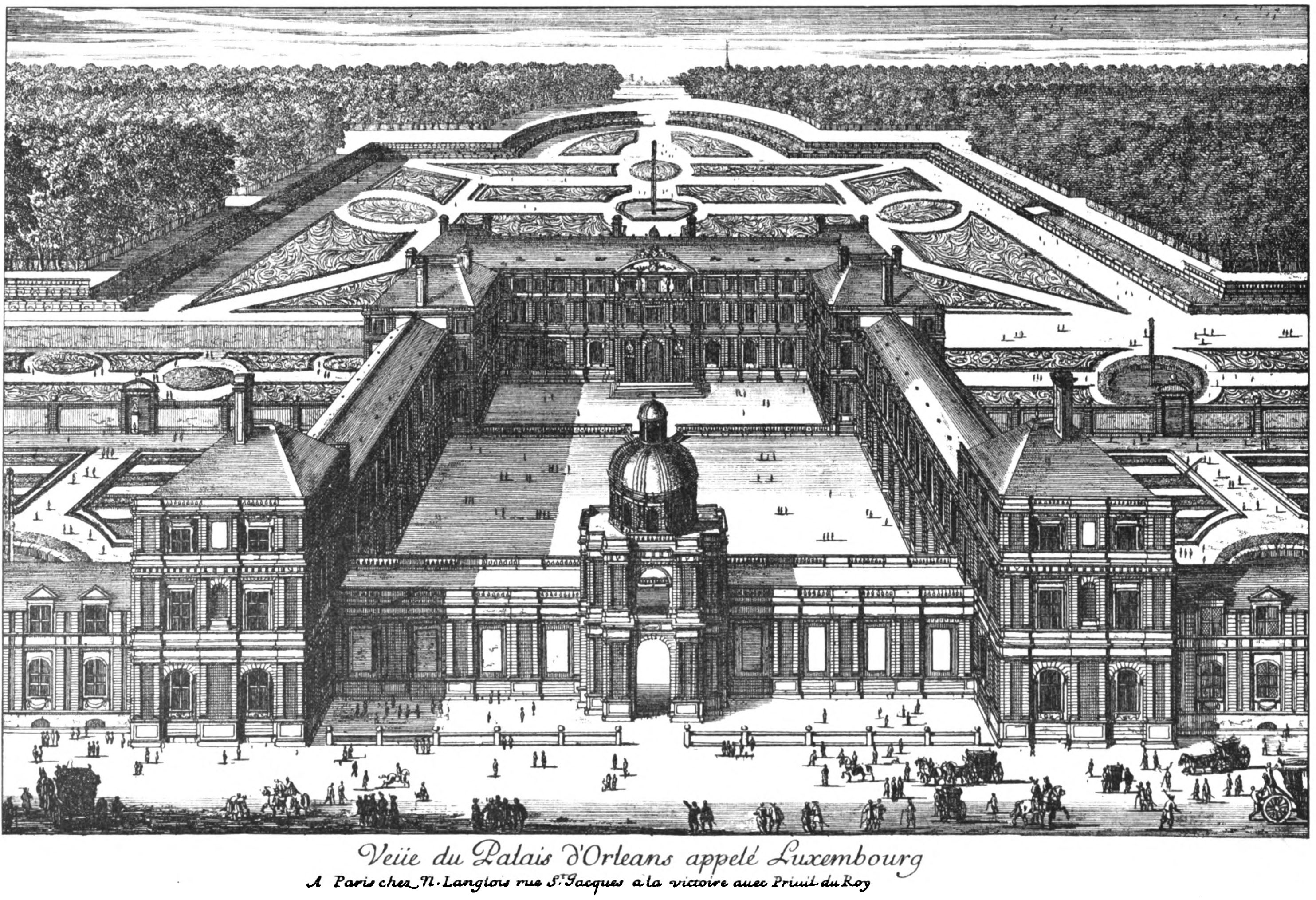
Veduta del palazzo da una stampa del XVII secolo.

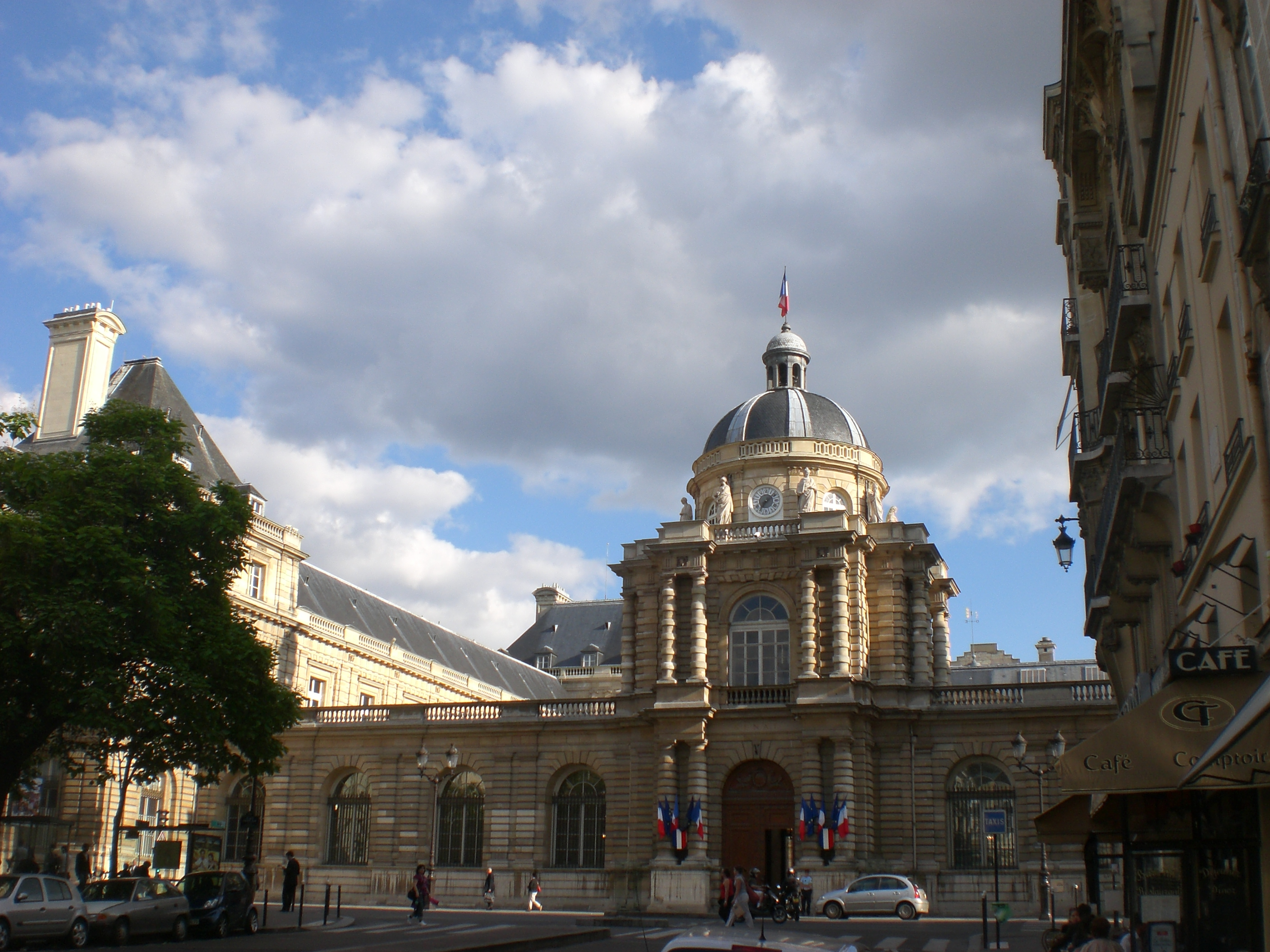
La facciata verso la città.

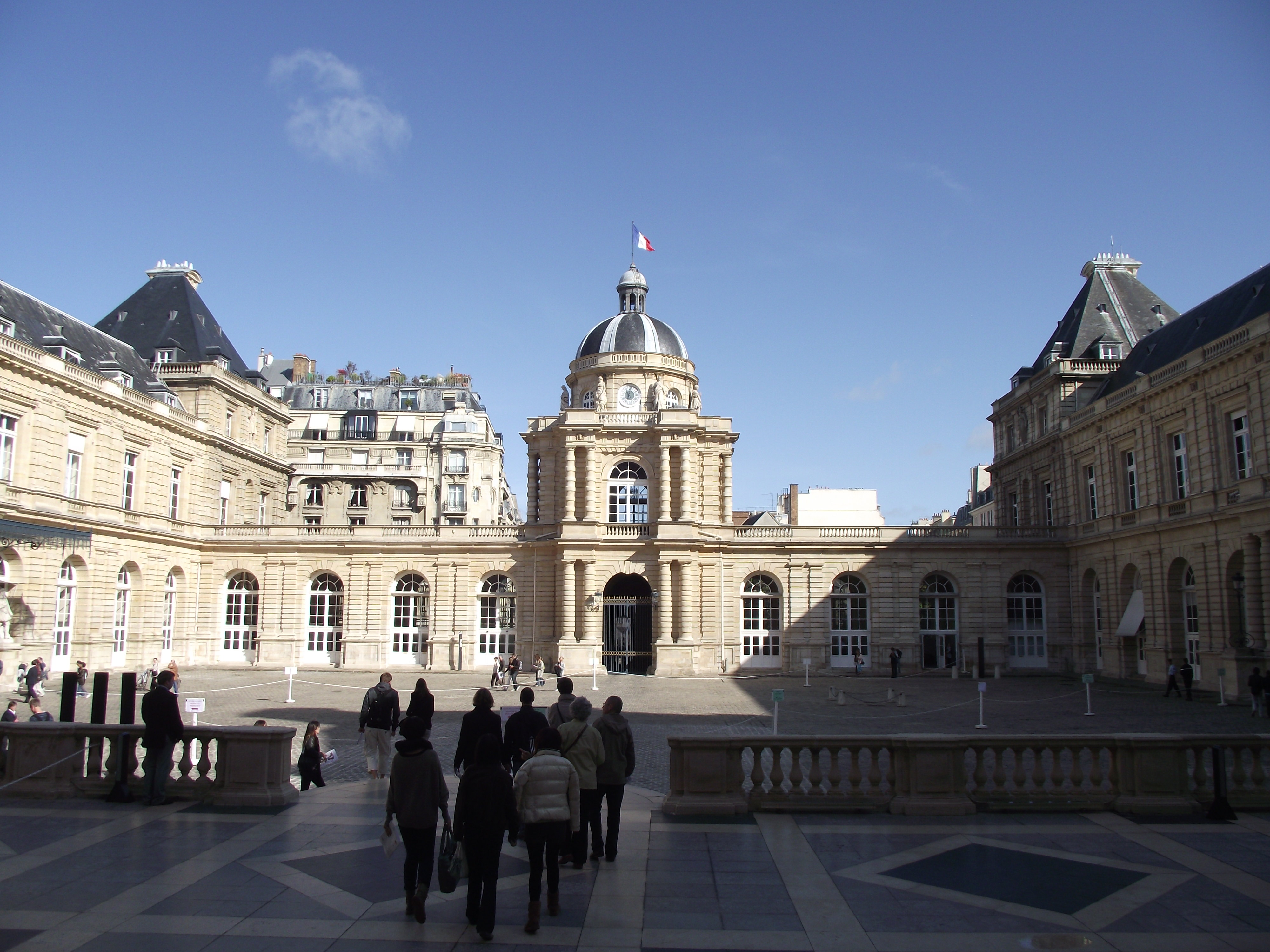
La Corte d'onore di De Brosse.

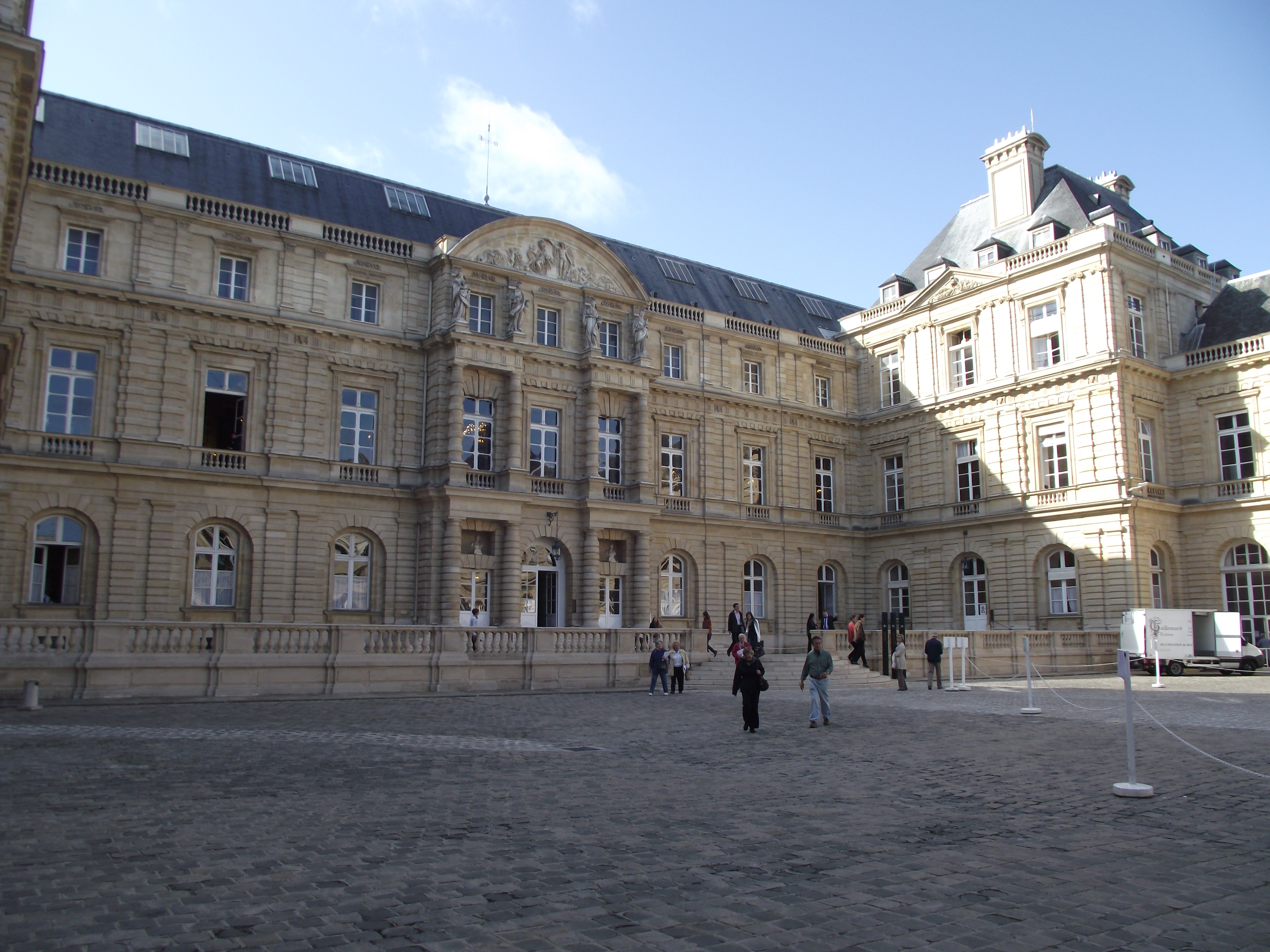
La facciata sulla Corte d'onore.

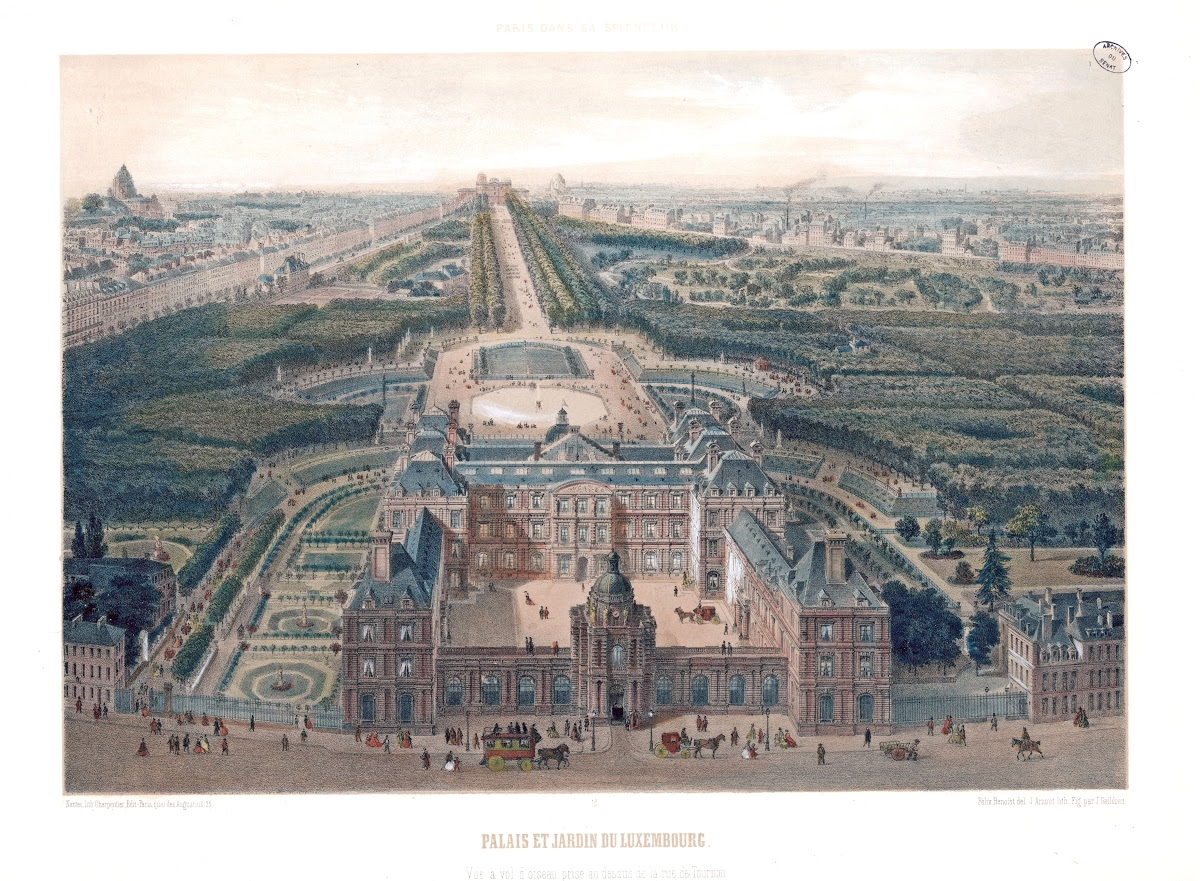
Il palazzo nel XIX secolo.

### Maria de' Medici
Il nome del palazzo deriva da un primo edificio eretto nella metà del XVI secolo e appartenuto a François de Luxembourg, primo Duca di Piney-Luxembourg.
La regina Maria de' Medici, vedova di Enrico IV di Francia e reggente al trono, acquistò nel 1612 il palazzo e la tenuta detta del Lussemburgo. Alla fine della sua reggenza, quando suo figlio Luigi XIII divenne maggiorenne, volle un palazzo in una zona allora periferica, come aveva fatto la sua lontana parente Caterina de' Medici con il palazzo delle Tuileries. Così nel 1615 commissiona la costruzione della residenza all'architetto Salomon de Brosse.
Dopo aver fatto abbattere numerose case e una parte del vecchio palazzo, detto oggi Petit-Luxembourg, Maria de' Medici posa la prima pietra il 2 aprile 1615.
L'edificio, importante esempio di architettura barocca francese, ha una pianta a "U" con un porticato al pian terreno e due ali laterali dove erano situati gli appartamenti privati della regina. Ricorda sia palazzo Pitti di Firenze (per l'uso del bugnato) sia una villa di campagna, circondata dai vasti giardini del Lussemburgo.
Ma il cantiere viene tolto a Salomon de Brosse e, su consiglio della regina-madre, viene affidato a Marin de la Vallée il 26 giugno 1624 per terminarne i lavori secondo i progetti originali. Maria de' Medici si trasferì al palazzo già nel 1625, al primo piano dell'ala ovest, anche se il cantiere non era ancora terminato.
I lavori di edificazione vennero, probabilmente, terminati nella primavera del 1626, e nel giugno dello stesso anno si inizia il completamento del cortile. In seguito si proseguì con la decorazione interna.
L'ala occidentale era destinata alla regina, mentre quella orientale a suo figlio, Luigi XIII. Nel 1621 la regina commissionò il grande Ciclo di Maria de' Medici a Peter Paul Rubens, una serie di 24 tele atte alla decorazione degli appartamenti. Era composto da due cicli, uno sulla vita della regina, destinato alle sue stanze, e uno sulla vita di Enrico IV, mai terminato. Entrambi sono oggi esposti al Museo del Louvre.
L'allestimento degli interni non era ancora stato terminato quando, nel 1631, Maria de' Medici dovette lasciare il palazzo al momento dell'esilio emesso da suo figlio stesso in seguito alla Journée des Dupes.

### Passaggi di proprietà
Maria de' Medici, alla sua morte nel 1642, dona il suo dominio al suo figlio prediletto, Gastone d'Orléans, fratello minore di Luigi XIII. In seguito passa in successione alla sua vedova, Margherita di Lorena, poi alla sua figlia maggiore la duchessa di Montpensier, che nel 1660 lo vende alla sua sorella minore la duchessa di Guisa. Infine quest'ultima lo dona nel 1694 a suo cugino, il Re Sole.
Alla morte di Luigi XIV, nel 1715, il dominio del Lussemburgo ritorna alla famiglia d'Orléans col reggente Filippo II, che lo cederà alla sua figlia maggiore la duchessa di Berry e infine a quella minore Luisa Elisabetta di Borbone-Orléans, regina consorte di Spagna.

### Primo Museo di Francia
Il 14 ottobre 1750, su iniziativa di Charles François Paul Le Normant de Tournehem, sovrintendente ai Bâtiments du Roi, la Galerie royale de peinture è aperta nel luogo stesso della Galerie de Marie de Médicis, nell'ala est del palazzo del Lussemburgo. Esponendo una selezione di quadri del re in prossimità del Ciclo di Rubens, sarà il primo museo d'arte aperto al pubblico in Francia, precursore del Museo del Louvre, inaugurato nel 1793. L'attuale Museo del Lussemburgo, è l'erede di questa tradizione museale.
Con un editto di dicembre del 1778 il re Luigi XVI di Francia accorda il Lussemburgo in appannaggio a suo fratello, il conte di Provenza e futuro re Luigi XVIII.

### Rivoluzione francese
Dopo la fuga del conte di Provenza del 1791, il Lussemburgo venne dichiarato Propriété nationale. Durante il Terrore, nel giugno del 1793, viene destinato a prigione, e poi il 18 settembre 1795 viene assegnato al Direttorio. I cinque direttori vi si installano il 3 novembre dello stesso anno.
Napoleone, divenuto Primo console, s'insedia al palazzo del Lussemburgo il 15 novembre 1799, e il Sénat conservateur, assemblea creata nell'anno VIII, vi si installa il 28 dicembre 1799.

### Storia moderna
Nel 1814 il palazzo è attribuito alla Camera dei pari di Francia e in seguito conserva la sua vocazione parlamentare.
Il palazzo originale cinquecentesco, ormai chiamato Petit Luxembourg, divenne dal 1825 la residenza ufficiale del presidente del Senato.
Sotto la Monarchia di luglio il numero dei senatori cresce notevolmente e per accogliere tutti nella Sala delle Sedute, nel 1836 si decide di creare una nuova ala verso il giardino. I lavori, iniziati nel 1837 e terminati nel 1841, vengono affidati all'architetto Alphonse de Gisors, che concepirà una nuova facciata sullo stile delle altre di Salomon de Brosse e la grande aula monumentale dell'Emiciclo.
In seguito l'edificio accoglierà tutte le Alte Camere dei governi successivi fino al 1871, quando, fino al 1879, il parlamento si sposta a Versailles e al Lussemburgo s'installa il prefetto della Senna.
Nel 1940 il palazzo è occupato dallo Stato maggiore della Luftwaffe occidentale, prima di divenire, nel 1944, sede dell'Assemblea Nazionale Costituente del governo provvisorio.
Dal 1958 è sede del Senato francese.

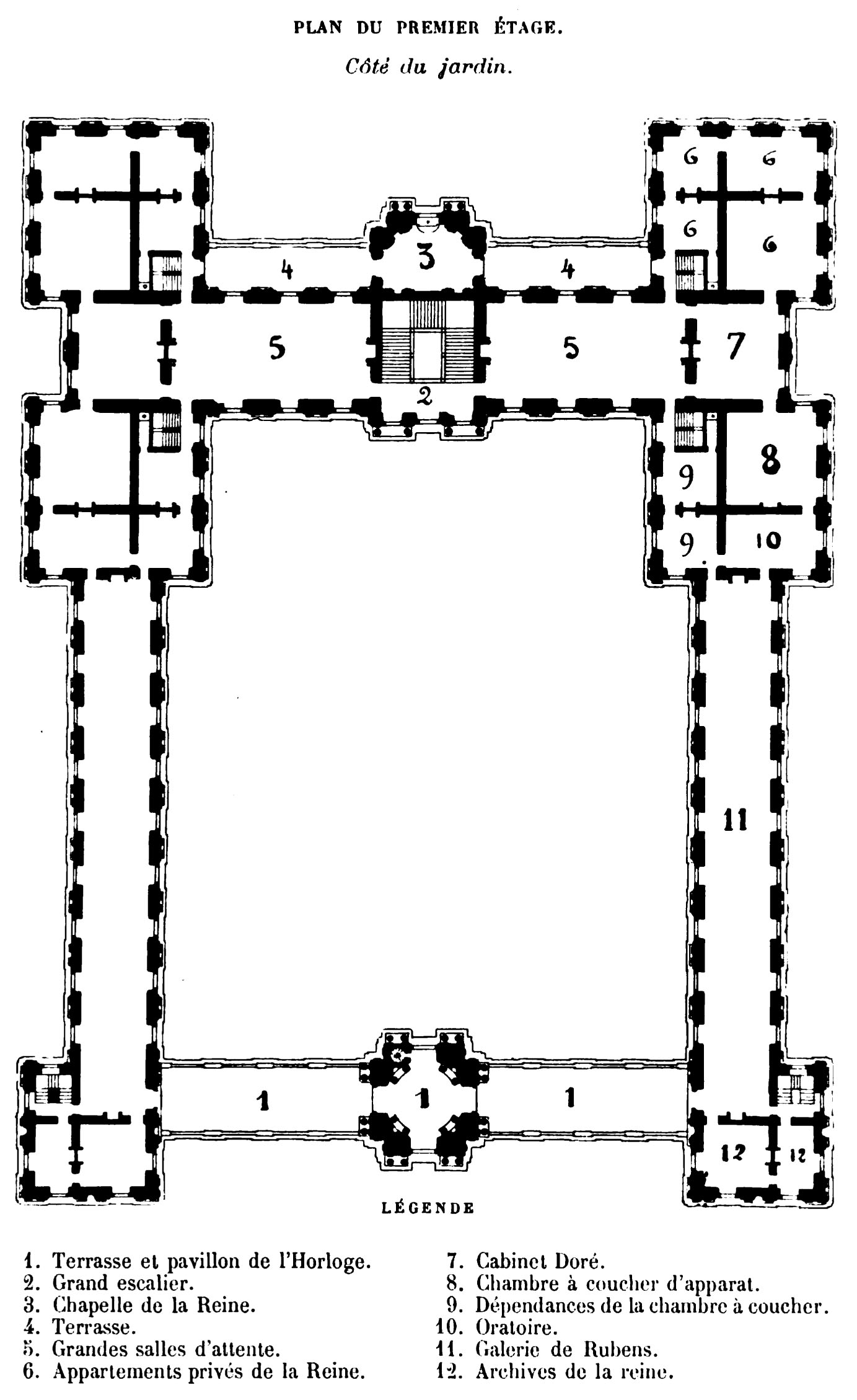
Pianta del palazzo all'epoca di Maria de' Medici
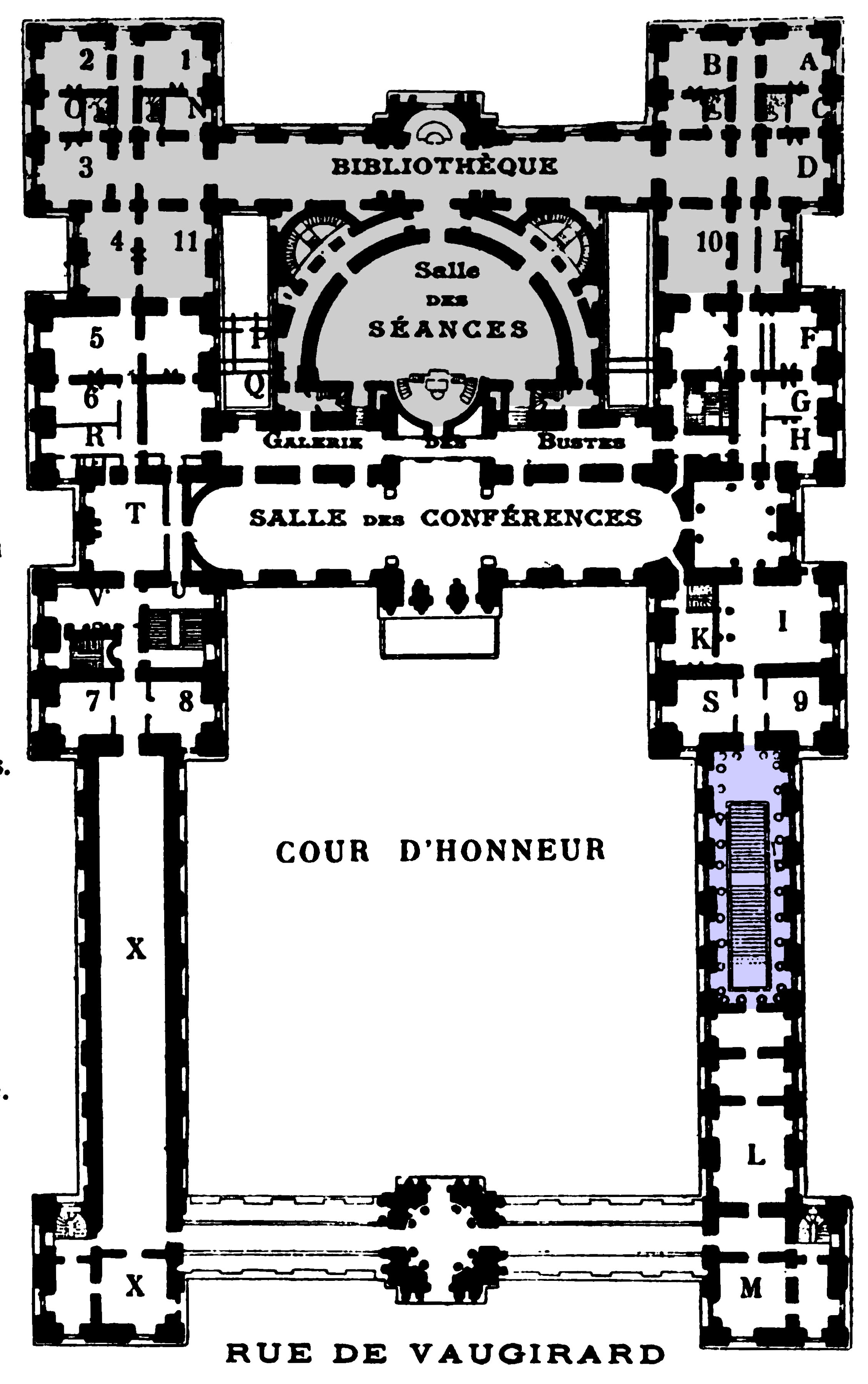
Pianta del palazzo dopo le modifiche di Alphonse de Gisors

## Architettura

Disegno della facciata originale del giardino da una stampa del 1752.

Il palazzo del Lussemburgo rassomiglia più a una residenza secondaria che a un palazzo ufficiale urbano. Infatti riflette nella sua planimetria le forme dei castelli francesi.
Salomon de Brosse ha composto il corpo principale del palazzo, affiancandolo da due doppi padiglioni angolari, e vi ha posto, di fronte, un cortile quadrato circondato da ali porticate e balaustrate che s'incontrano nel corpo d'ingresso, a due ordini, sormontato da cupola.
Il palazzo del Lussemburgo è il risultato della libera ispirazione di de Brosse di Palazzo Pitti a Firenze, come domandato da Maria de' Medici, la quale annoiandosi al Louvre voleva ritrovare lo spirito fiorentino.
Nonostante le forme e decorazioni, gli alti tetti e l'impostazione planimetrica erano tipicamente francesi; De Brosse, a questo scopo, si concentrò sull'impiego del bugnato in pietra, rispetto all'uso in auge allora in Francia del bicromismo creato dai mattoni e dalla pietra.

### Sala del Libro d'Oro

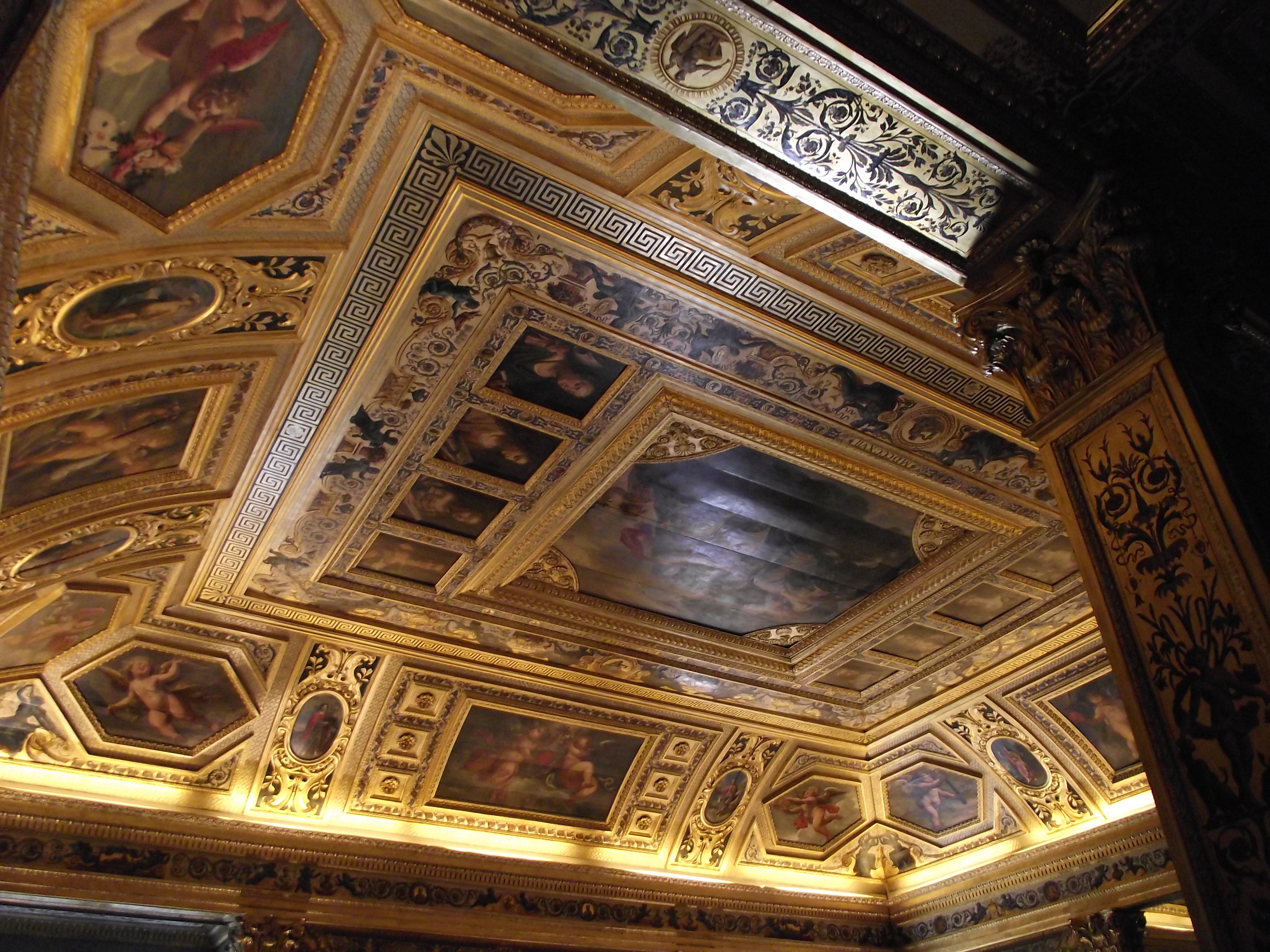
Il soffitto della Sala del Libro d'Oro.

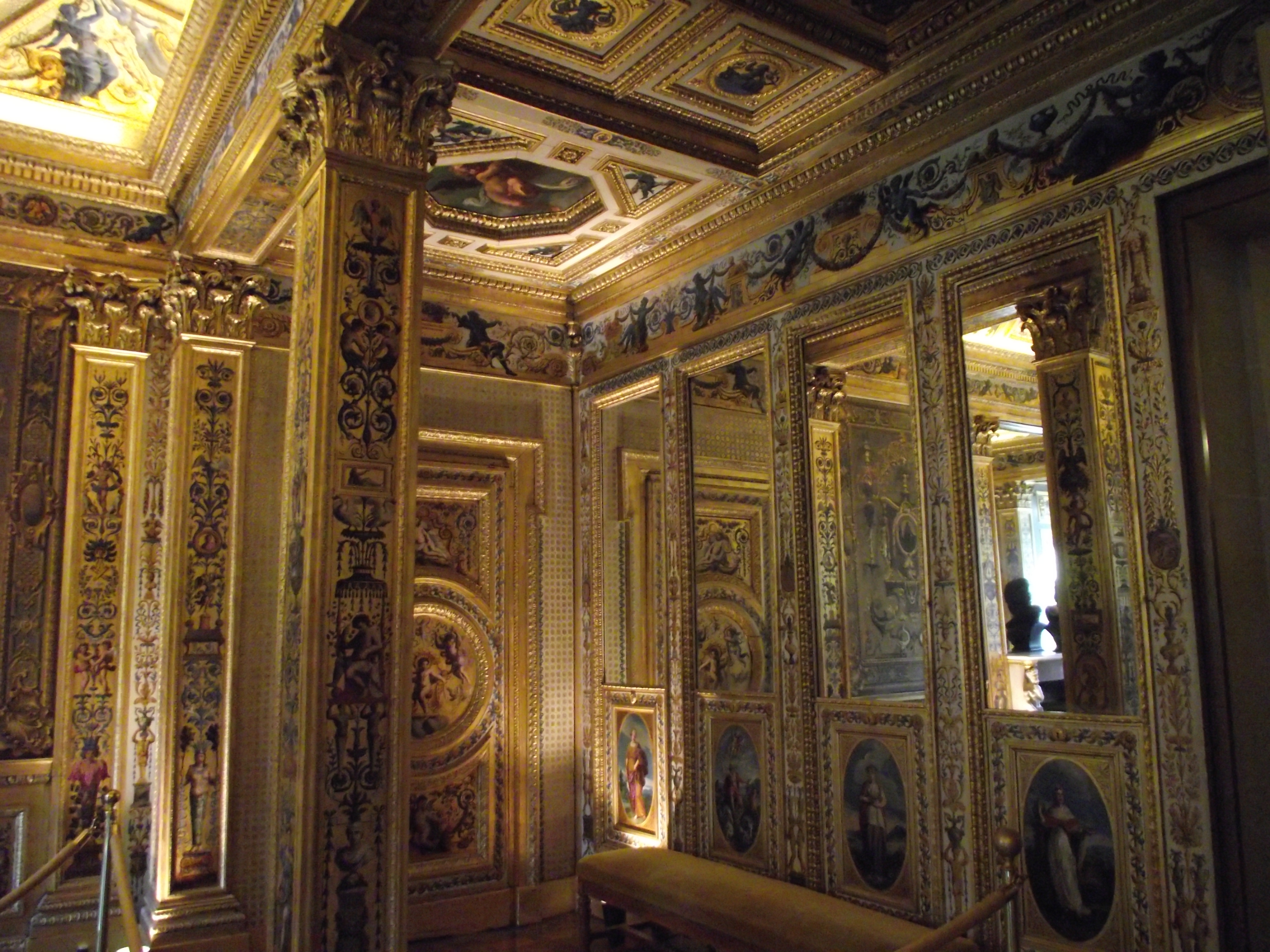
Particolare della Sala del Libro d'Oro.

La Salle du Livre d'Or era destinata ad accogliere il Libro d'Oro, dove venivano annotati i visitatori illustri della Camera dei Pari.
Venne completamente rinnovata nel 1816 dall'architetto Thomas Pierre Baraguey di Rouen che riutilizzò tutte le decorazioni seicentesche originali del palazzo. Baragueuy cercò infatti le boiseries e i decori nei depositi del palazzo e del Louvre per ricreare questo ambiente. Soprattutto costituivano gli appartamenti di Maria de' Medici al palazzo del Lussemburgo e quello d'estate di Anna d'Austria al Louvre.
Le candelabre sui pilastri furono dipinte da Charles Errard e sono fra le più belle mai realizzate nel XVII secolo.
Sul soffitto furono poste delle tavole attribuite a Jean Mosnier (1600-1656) insieme a pannelli raffiguranti Angeli e Sibille, realizzati probabilmente da Philippe de Champaigne.
Al centro del soffitto è la grande tavola con Maria de' Medici che ristabilisce la Pace in Francia, recentemente attribuito a Philippe de Champaigne.

### Sala delle Sedute, l'Emiciclo

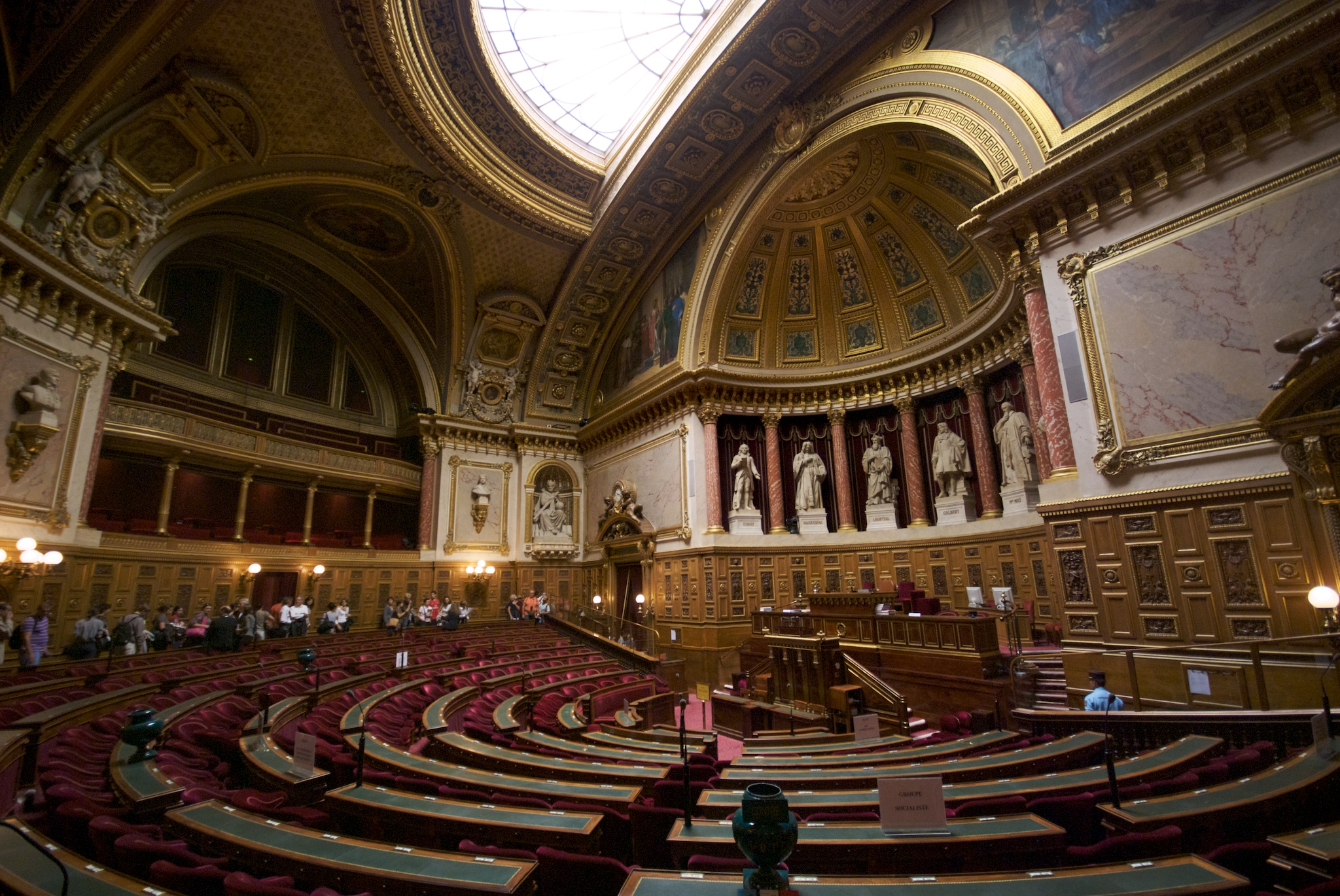
LHémicycle.

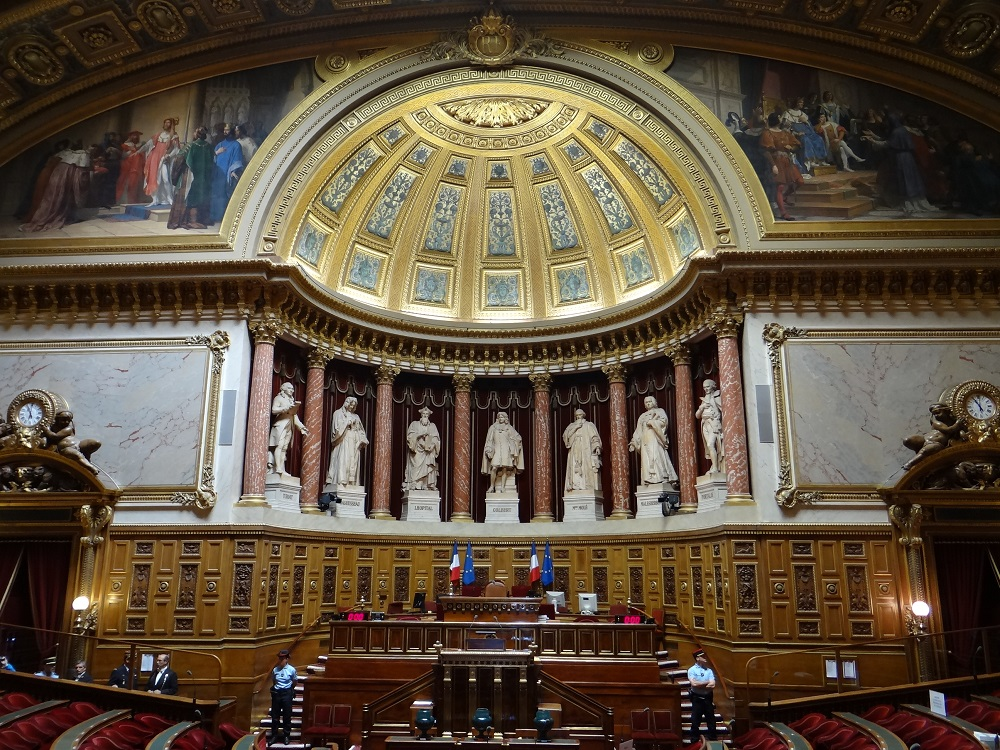
LHémicycle.

Quando, nel 1799, il palazzo venne destinato a sede del Senato, l'architetto Jean Chalgrin venne incaricato di trasformare gli interni al fine di realizzare la Sala delle Sedute. Terminata nel 1807 divenne la Camera dei pari di Francia sotto la Restaurazione. Con la Monarchia di luglio il numero dei senatori passò dai 200 ai 380, così questa sala dovette essere completamente ridisegnata per essere ampliata. Alphonse de Gisors, allievo di Chalgrin, avanzerà la facciata del palazzo verso il giardino di ben 31 metri, e nell'interspazio ricavato vi allestirà il nuovo Hémicycle fra il 1836 e il 1842. Tuttavia la sala fu ricostruita dopo il grave incendio del 1859 sempre dal Gisors.
Dietro il bancone presidenziale, posto di fronte all'emiciclo senatoriale, sono sette statue monumentali in marmo raffiguranti personaggi illustri di Francia:
- Turgot, Controllore generale delle Finanze di Luigi XVI, opera di Jean-François Legendre-Héral;
- D'Aguesseau, Cancelliere di Francia, di Hippolyte Maindron;
- Michel de l'Hôspital, Sovrintendente delle Finanze, poi Cancelliere di Francia, di Achille Valois;
- Jean-Baptiste Colbert, Controllore generale delle Finanze di Luigi XIV, di Jean Baptiste Joseph De Bay;
- Mathieu Molé, Presidente del Parlamento di Parigi, poi Guardasigilli all'epoca della Fronda;
- Malesherbes, sostenitore dell'Encyclopédie e difensore di Luigi XVI al suo processo;
- Portalis, un redattore del Codice civile, di Joseph Marius Ramus.

Inoltre, alle due estremità dell'emiciclo si trovano altre due statue commissionate verso il 1840 dall'allora ministro dell'interno Charles de Rémusat:
- San Luigi, consegnata nel 1846 da Auguste Dumont;
- Carlomagno, consegnata nel 1847 da Antoine Etex.

### Sala delle Conferenze

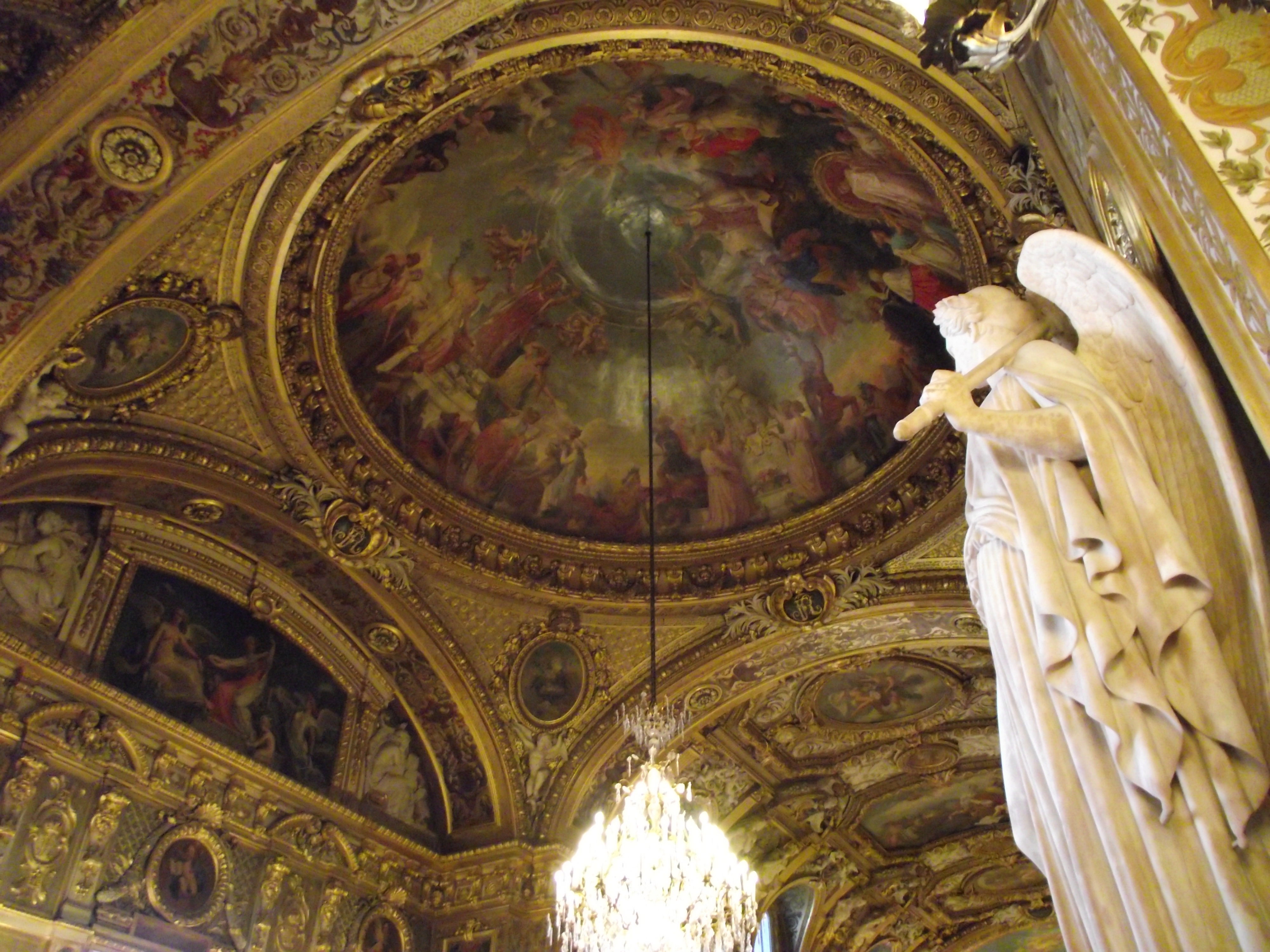
Particolare della Sala delle Conferenze.

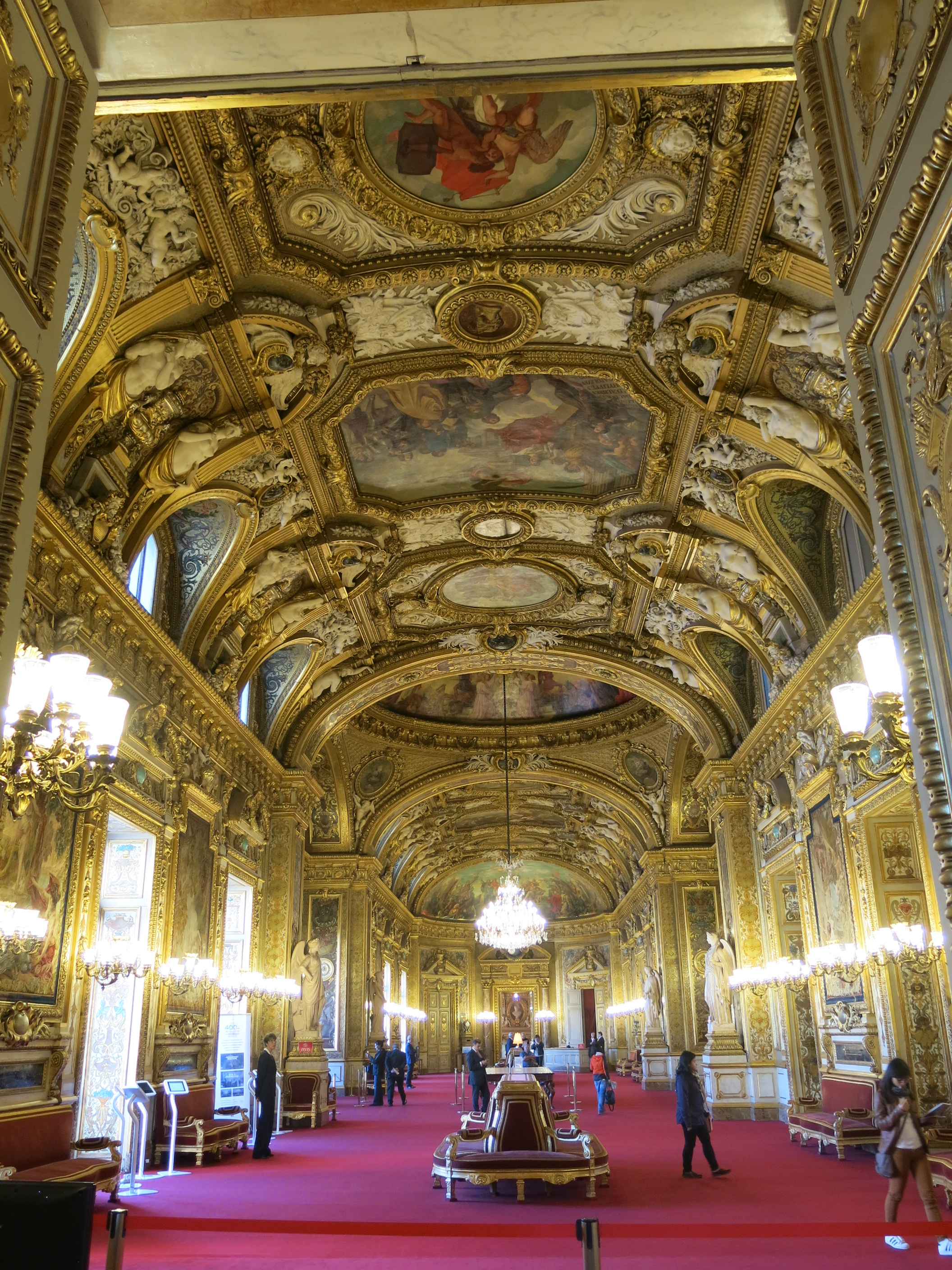
La Sala delle Conferenze.

La Salle des Conférences occupa uno spazio dapprima occupato dallo scalone di Salomon de Brosse, e all'inizio del XIX secolo dal vecchio Hemicycle del Sénat conservateur.
Nel 1852, Napoleone III commissiona a Alphonse de Gisors (1796-1861) la realizzazione di una Galleria del Trono per il Senato imperiale. L'architetto riunisce allora il vecchio Emiciclo con i due saloni adiacenti in uno spazio monumentale di 57 metri di lunghezza, per 10,6 di larghezza e 15 d'altezza.
La fastosa decorazione venne realizzata fra il 1852 e il 1854. A Jean Alaux si deve la cupola centrale con l’Apoteosi di Napoleone, a Henri Lehmann i catini degli estremi della galleria con la Storia di Francia dalle origini a Carlomagno, in quello occidentale; e l'Epopea francese dalla Prima crociata a Luigi XIV, in quello orientale. Nella volta sono tondi e riquadri con la Storia della Francia imperiale, di Adolphe Brune.
Alle pareti pendono una serie di otto arazzi dei Gobelins raffiguranti la Metamorfosi di Ovidio. Recentemente è stato riposto nella sala il trono di Napoleone, opera in legno dorato realizzata nel 1804 dall'ebanista François-Honoré-Georges Jacob-Desmalter.

### Biblioteca
La Grande sala-galleria della biblioteca venne realizzata durante i lavori di ampliamento del palazzo a partire dal 1837. Commissionata da Adolphe Thiers all'architetto Alphonse de Gisors la sala, lunga ben 52 metri e larga 7, occupa tutta la lunghezza della facciata sul giardino, sul quale si apre per sette finestre.
La cupola del soffitto venne dipinta da Eugène Delacroix fra il 1840 e il 1846 con una composizione ispirata al Canto quarto dell'Inferno di Dante.

### Galleria di Jordaens

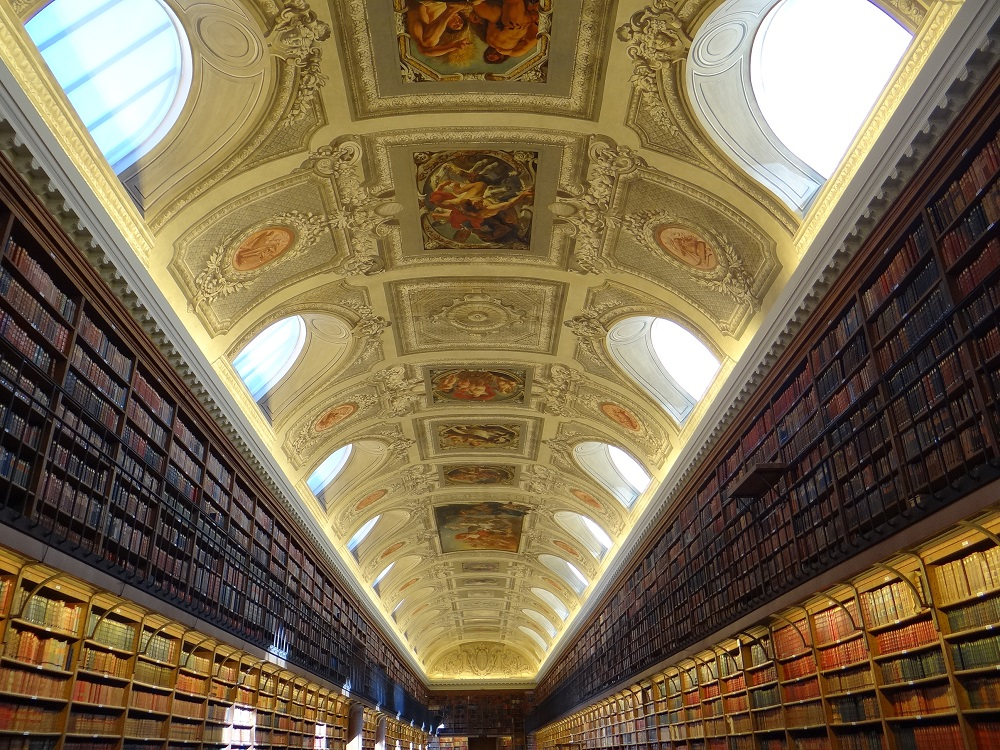
La Galleria di Jordaens.

Annessa alla Biblioteca è questa galleria, dove nella volta sono stati ricomposti i riquadri affrescati da Jacob Jordaens verso il 1640 e rappresentanti i Segni dello Zodiaco.

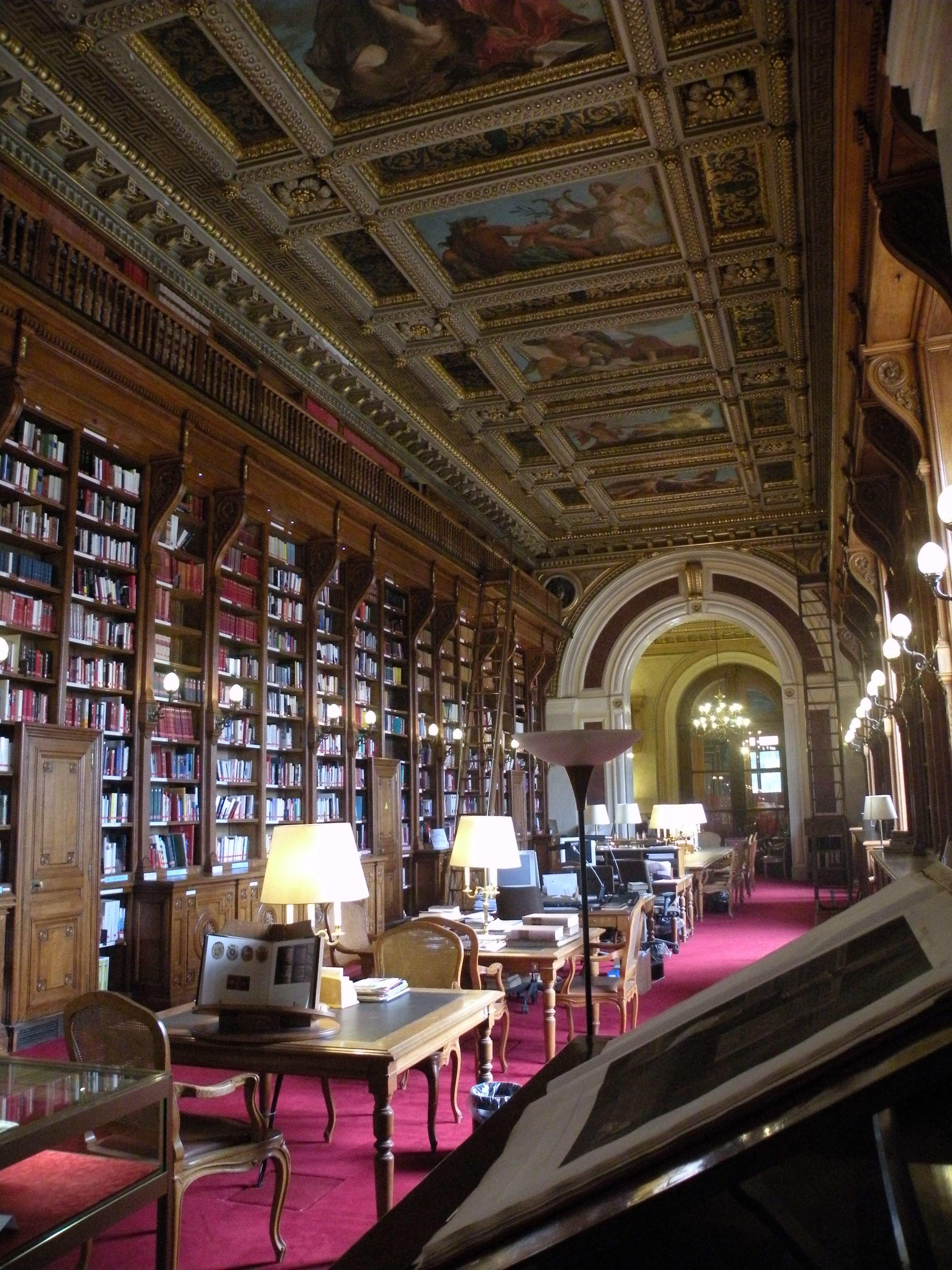
La Biblioteca
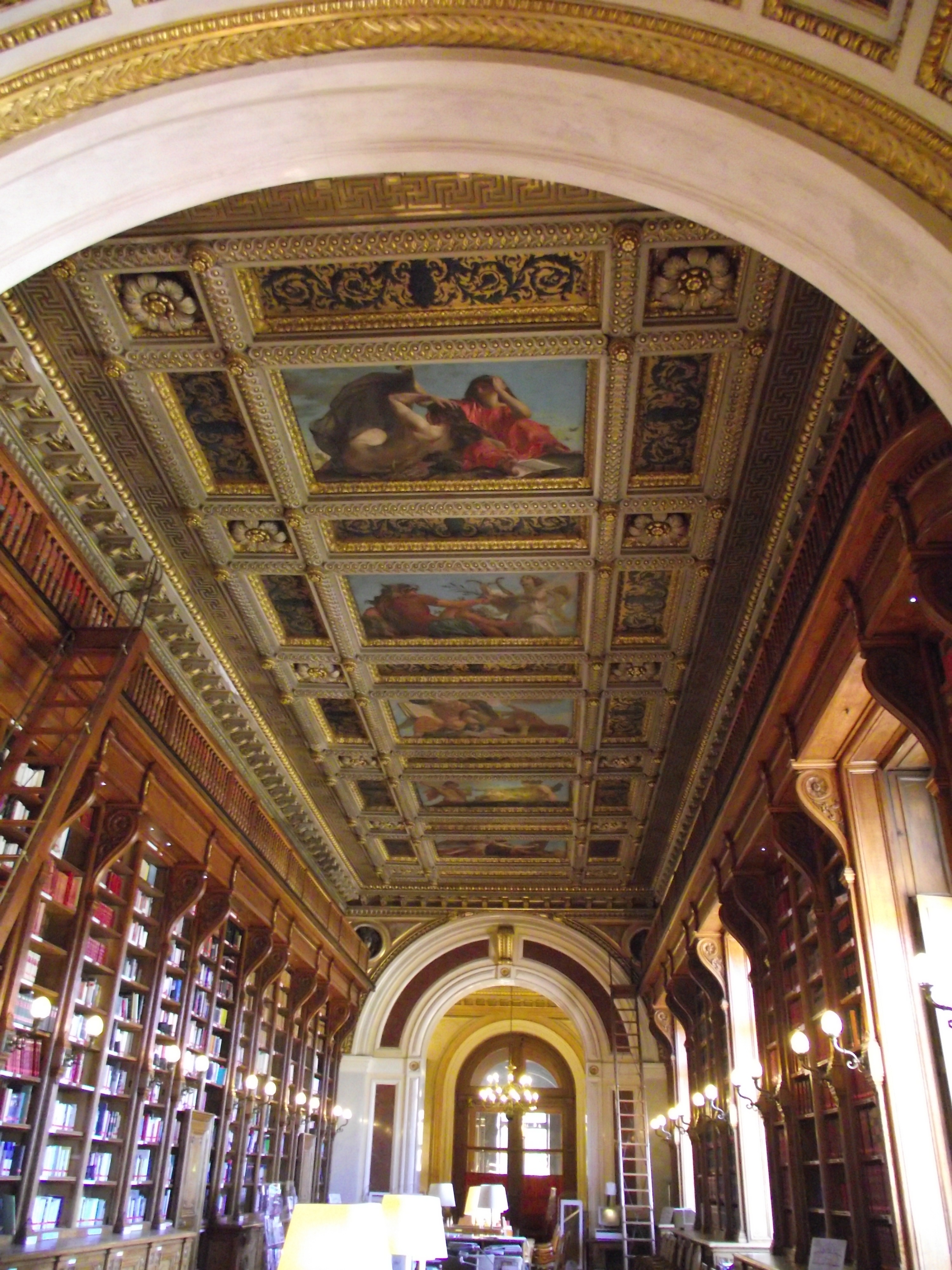
La Biblioteca
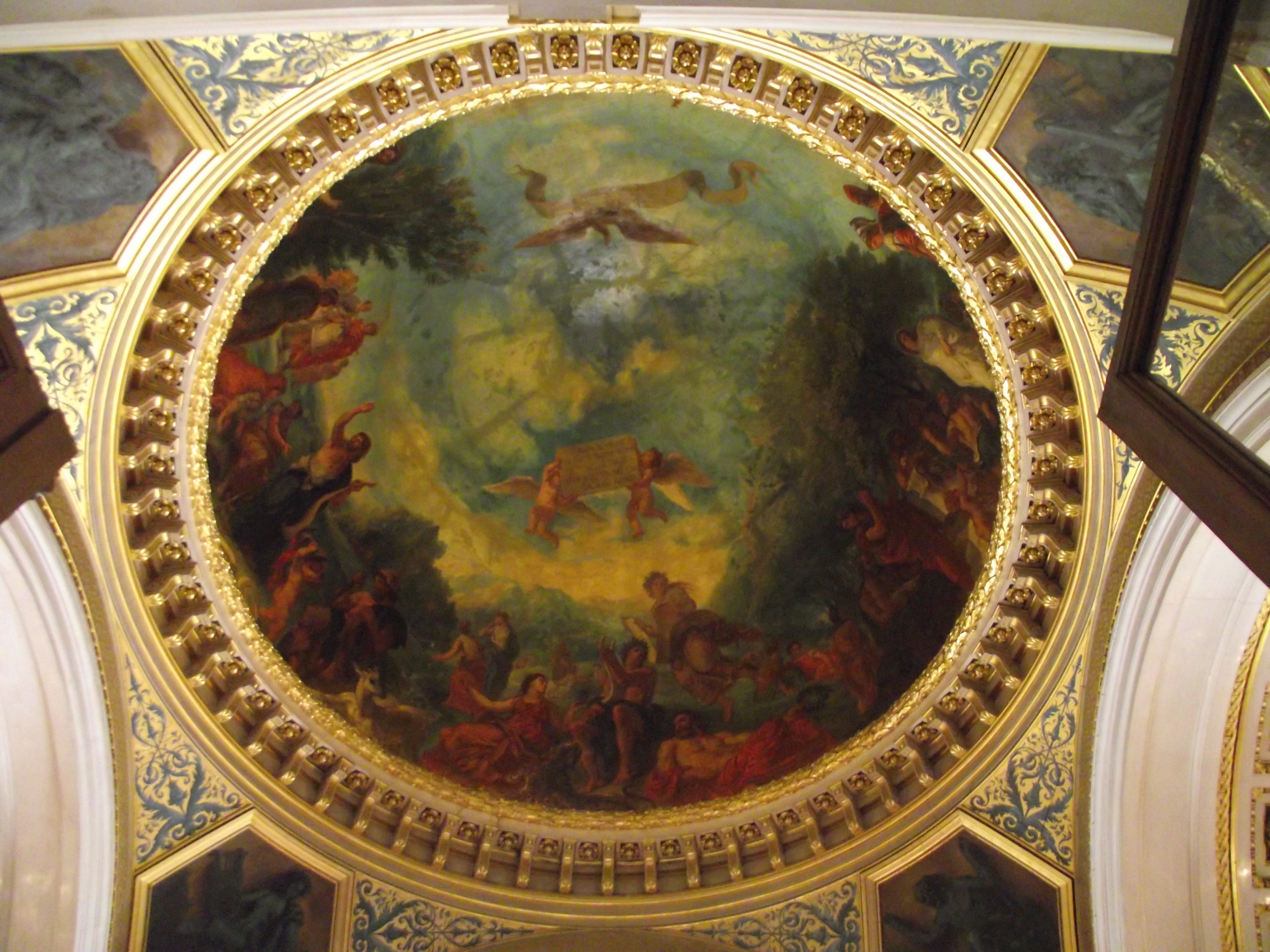
La cupola di Delacroix

## Giardini del Lussemburgo

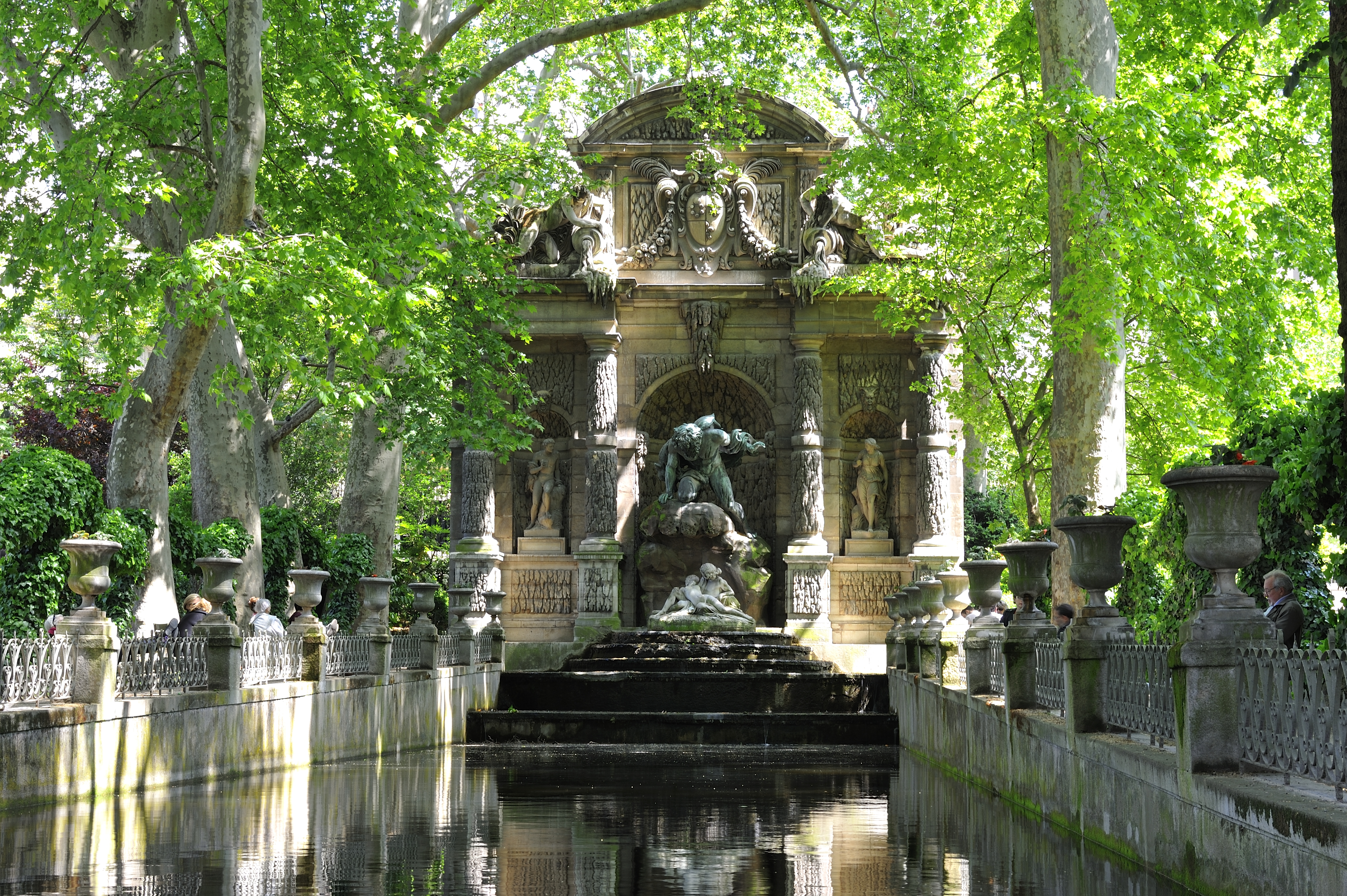
La Fontana de' Medici.

Il giardino (circa 22 ettari) venne aperto al pubblico per la prima volta nel 1778. Presenta davanti al palazzo una vasta area semicircolare che assomiglia ad un anfiteatro, come nel giardino di Boboli, ma qui il centro dello spiazzo è occupato da una grande vasca ottagonale. Attorno si dispongono varie terrazze con filari di ippocastani e numerose statue delle Regine e Donne illustri di Francia, create dallo scultore Guillaume Berthelot.
Davanti alla facciata occidentale del palazzo vi è un piccolo canale con in fondo la Fontana de' Medici, voluta dalla stessa Maria de' Medici e realizzata da De Brosse in stile manierista.
Il gruppo scultoreo ispirato alla Metamorfosi di Ovidio, dove il gigante Polifemo sorprende Galatea fra le braccia di Aci.
Il frutteto, con seicento qualità diverse di mele e pere, risale al 1650. Il giardino all'inglese fu aggiunto da Napoleone Bonaparte.

## Curiosità
- Il Palazzo del Lussemburgo è presente anche su un videogioco: Assassin's Creed Unity.
- La copertina dell'album Lonerism dei Tame Impala mostra una foto dei giardini del Palazzo del Lussemburgo.